# 半花鬃鰓魚
半花鬃鰓魚，為輻鰭魚綱鱸形目隆頭魚亞目慈鯛科的其中一種，分布於南美洲亞馬遜河流域，體長可達23公分，棲息在底中層水域，生活習性不明，可作為食用魚。